# Liduše G. Mostecká
Liduše G. Mostecká, vlastním jménem Štědrá, provdaná Gabessamová (G.), v Knize narozených Ludmila Julie Marie Marianiová (4. ledna 1901 Praha-Malá Strana – 6. března 2000 Opava) byla česká spisovatelka a pedagožka.

## Životopis
Liduše se narodila na ulici Mostecké (odtud její pseudonym), kde žili její rodiče Soběslav Mariani (1874) bankovní úředník a Marie Marianiová-Rabanová (1881) herečka, svatbu měli 1899, rozvedli se r. 1906. Provdala se 31. 7. 1925 za Eustacha Gabessama (1877), jejího bývalého profesora a později ředitele Českoslovanské obchodní akademie. Po manželově smrti (1937) měla tři dcery: nejstarší Jiřinu (1938) pedagožku a dvojčata herečky Libuši Pokornou a Ludmilu Navrátilovou (1942). 1. 8. 1948 jí bylo povoleno změnit své příjmení, jakož i příjmení svých dcer na Štědrá (do té doby dcery měly příjmení Marianiová a ona Gabessamová).
Liduše po skončení měšťanky absolvovala v roce 1916 Pražskou jednoroční obchodní školu dívčí. Potom čtyřletou Českoslovanskou obchodní akademii s maturitou a nakonec Vysokou školu obchodní, kde získala titul komerční inženýr. Ovládala několik jazyků, mj. italštinu a němčinu. Jako žena profesora nesměla učit, proto začala psát. Byla členkou Spolku československých spisovatelů beletristů Máj.
Po druhé světové válce vystudovala na Pedagogické fakultě Univerzity Karlovy český a ruský jazyk pro střední školy. Vyučovala na gymnáziích v Michli, na Malé Straně v Nerudově gymnáziu, kde zastávala i funkci zástupce ředitele. Jeden rok byla také ředitelkou zdravotní školy v Kolíně. Nejdéle ale působila na Smíchově, od roku 1955 do roku 1978 (neměla odpracovaná léta pro vyměření důchodu), na 20. jedenáctileté, později dvanáctileté střední škole. Ve svých 93 letech ještě absolvovala Univerzitu třetího věku.
V Praze X, bydlela na adrese Královská 71 a na Malé Straně na Kampa 11.

## Dílo

### Próza
- Dražba srdce: básně v próze – Praha: Zora, 1932
- Vlny života: román – Praha: Zora, 1932
- Amilkovo mládí: Z deníku irského setra křepeláčka – kresbami zpestřil Benjamín. Praha: Plamja, 1935
- Cesta
- Pěst
- Dítě: psychologická studie
- Malostranské pověsti: strojopis, 1988